# أحمد حمودان
أحمد حمودان هو لاعب كرة قدم مغربي من مواليد 12 يوليو 1991 بمدينة شفشاون، يلعب في مركز لاعب وسط مهاجم في اتحاد طنجة .
في 25 مارس 2017، استدعاه المدرب هيرفي رينارد ليلعب ضمن الفريق الوطني المغربي في مباراة ودية ضد المنتخب التونسي.
بعد فوزه ببطولة مع اتحاد طنجة أعلن عن إعارته لنادي نادي الرائد لموسما واحد وأعير بعدها إلى نادي الخور وأعير إلى نادي السيلية في صيف 2020 و بعدها إلى نادي أم صلال.

## الألقاب
- أفضل لاعب واعد في البطولة الوطنية المغربية موسم (2017/2016).[2]
- أفضل لاعب في البطولة الوطنية المغربية موسم (2017/2018).[3]

## وصلات خارجية
- أحمد حمودان على موقع قاعدة بيانات كرة القدم.إي يو (الإنجليزية)
- أحمد حمودان على موقع ناشيونال فوتبول تيمز (الإنجليزية)

- معلومات أحمد حمودان على موقع كووورة